# Einar Moen
Einar Moen (4 luglio 1977) è un pianista, tastierista e compositore norvegese.
È noto per essere membro e cofondatore della gothic metal band Tristania.
Egli creò il gruppo con Morten Veland e Kenneth Ølsson nel 1996. In esso Einar svolge sempre il ruolo di tastierista, sintetizzatore e programmatore, divenendo anche l'autore di parte dei brani della band.